# Polska Wschodnia
Polska Wschodnia – obszar obejmujący województwa: lubelskie, podlaskie, podkarpackie, świętokrzyskie i warmińsko-mazurskie.
Podstawą wyróżnienia makroregionu są nie tylko kryteria geograficzne, ale też ekonomiczne. Tych pięć województw w roku 2005 wykazywało się najniższym PKB na mieszkańca w Unii Europejskiej. Dlatego województwa te zostały objęte specjalnym dodatkowym wsparciem z Funduszy Europejskich – programem Rozwój Polski Wschodniej 2007–2013.